# Ape vs. Mecha Ape
Ape vs. Mecha Ape ist ein US-amerikanischer Monsterfilm aus dem Jahr 2023 von Marc Gottlieb. Der Film ist die Fortsetzung von Ape vs. Monster aus dem Jahr 2021. Als Hauptdarsteller wird Tom Arnold geführt.

## Handlung
Eine wie ein altes Lagerhaus aussehende Chemiewaffenfabrik wird von einem Riesenaffen, scheinbar von Abraham, angegriffen. Später wird allerdings klar, dass es sich beim Angreifer um einen riesigen, gut bewaffneten Roboter handelt, der nach dem Vorbild Abrahams erbaut wurde. Der Roboter-Riesenaffe macht mit der Fabrik kurzen Prozess. Ein Szenenwechsel führt zu dem richtigen Abraham, der aufgrund einer Drohne in Rage gerät. Daher wird Sloane gerufen, damit sie den Riesenaffen beruhigt. Wenig später wird der Pilot der Drohne, der sich als Tierschützer betitelnde Joel, gefangen genommen und verhört.
In der russischen Stadt Volodrezjka betrauert die Mutter Pavla den Tod ihres Sohnes. Dieser starb bei einem Angriff des Riesenaffen. Vater Arnott dürstet derweil nach Rache. Daher beschließt er, die Kontrolle über den Roboter-Riesenaffen zu übernehmen und Abraham damit zu töten. Als Führungskraft im Auslandsgeheimdienst hat er die nötigen Kontakte, um diesen Plan durchzuziehen. Tatsächlich schaffen es die Russen, die AI des Roboter-Riesenaffen zu hacken und ihn auf Chicago zu hetzen. Da das Militär gegen den Roboter chancenlos ist, wird Abraham ebenfalls nach Chicago gebracht in der Hoffnung, dass sich die zwei Giganten gegenseitig erledigen. Sloane versucht derweil, in den Roboter zu gelangen und die Kontrolle zu übernehmen.

## Hintergrund
Es handelt sich um die Fortsetzung von Ape vs. Monster aus dem Jahr 2021. Regie übernahm anstelle von Daniel Lusko Marc Gottlieb, der außerdem das Drehbuch verfasste. In den USA erschien der Film am 24. März 2023. Es wird sich lose an der Handlung von Godzilla vs. Kong orientiert, sodass Ape vs. Mecha Ape als ein Mockbuster gesehen werden kann.
2024 wurde die Filmreihe mit Ape X Mecha Ape: New World Order fortgesetzt.

## Rezeption
Voices From The Balcony sieht Parallelen zu Die Rückkehr des King Kong aus dem Jahr 1962 und zu King Kong gegen Godzilla aus dem Jahr 1974. Positiv wird hervorgehoben, dass der Film besser sei als sein Vorgänger. Obwohl in der ersten Hälfte des Films die Dialogszenen überwiegen, sind die zu sehenden Effekte von besserer Qualität als die im Vorgänger. Bemängelt wird, dass viel vom Roboter angerichteter Schaden lediglich off-screen abgewickelt wird. Hauptdarsteller Tom Arnold hat nur wenig gemeinsame Szenen mit dem Rest des Cast. Final erhält der Film 2,5 von 5 möglichen Sternen.
Im Popcornmeter, der Zuschauerwertung auf Rotten Tomatoes, hat der Film bei weniger als 50 Abstimmung eine Wertung von 23 %. In der Internet Movie Database hat der Film bei über 460 Abstimmungen eine Wertung von 2,7 von 10,0 möglichen Sternen (Stand Januar 2025).